# Yannick Buffet
Yannick Buffet (* 23. Dezember 1979) ist ein französischer Skibergsteiger. Er ist Mitglied der Equipe de France de Ski de Montagne.
Bei der Europameisterschaft im Skibergsteigen 2007 erreichte er beim Staffelwettbewerb gemeinsam mit Bertrand Blanc, Tony Sbalbi und Fabien Anselmet die Bronzemedaille und erreichte im Team mit Bertrand Blanc den siebten Platz. Bei der Weltmeisterschaft im Skibergsteigen 2008 erreichte er im Einzel den sechsten Platz.